# 吴树青
吴树青（1932年1月3日—2020年1月10日），男，江苏江阴人，中国经济学家。曾任北京大学校长（1989年8月－1996年8月）、中国人民大学副校长。

## 生平
1932年1月3日生于江苏省江阴县顾山镇。3岁随母到常熟居住。1949年8月参加革命，被选送到上海华东人民革命大学学习，后分配至中国共产党浙江省桐乡县委员会工作。
1952年7月至1955年7月，在北京中国人民大学政治经济学研究生班学习深造。1955年5月加入中国共产党。1955年7月开始在中国人民大学工作，历任助教、讲师、副教授、教授、博士生导师。1987年任中国人民大学副校长兼研究生院院长。1989年8月至1996年8月，任北京大学校长。兼任北京大学教授、校务委员会名誉主任、教育基金会理事长。第八、九届全国人大常委，财政经济委员会委员。中国老教授协会会长，北京经济学会会长，教育部经济学教育指导委员会主任。长期从事马克思主义政治经济学以及社会主义建设理论的教学和研究工作。1998年3月，第九届全国人大第一次会议上，他当选为全国人民代表大会常务委员会委员。
2020年1月10日下午15时02分在北京医院逝世，享年88岁。

## 出版物
主要著作有《政治经济学》《中国宏观经济管理》《邓小平理论与当代中国经济学》《吴树青选集》等。主编《政治经济学入门》《中国社会主义建设》《邓小平理论概论》《模式·运行·调控》。